# Comuna Lekenik, Sisak-Moslavina
Lekenik este o comună în cantonul Sisak-Moslavina, Croația, având o populație de 6.032 de locuitori (2011).

## Demografie
Componența etnică a comunei Lekenik
     Croați (97,55%)
     Necunoscut (0,17%)
     Neclasificat (2,2%)
Componența confesională a comunei Lekenik
     Catolici (94,58%)
     Ortodocși (1,29%)
     Fără religie și atei (1,06%)
     Necunoscută (1,89%)
     Alte religii (1,18%)
Conform recensământului din 2011, comuna Lekenik avea 6.032 de locuitori. Din punct de vedere etnic, majoritatea locuitorilor (97,55%) erau croați. Apartenența etnică nu este cunoscută în cazul a 0,17% din locuitori. Din punct de vedere confesional, majoritatea locuitorilor (94,58%) erau catolici, existând și minorități de ortodocși (1,29%) și persoane fără religie și atei (1,06%). Pentru 1,89% din locuitori nu este cunoscută apartenența confesională.